# Gustav Ilse
Gustav Leopold Friedrich Ilse (* 16. November 1821 bei Prenzlau; † 14. Dezember 1906 in St. Johann (Saar)) war ein deutscher Oberpfarrer, Pädagoge und Ehrenbürger von Saarbrücken.

## Leben
Seine Kindheit und Jugend verbrachte Ilse auf Gut Graukloster in der Uckermark. Sein Vater war der Regierungsbauinspektor Leopold Friedrich Wilhelm Ilse (1783–1851), seine Mutter Karoline Friedericke Langwell (1795–1869). Bis 1839 besuchte er das Gymnasium in seiner Geburtsstadt, dann wechselte er nach Koblenz. Dort bestand er 1843 das Abitur am Königlich-Preußischen-Gymnasium. An den Universitäten in Tübingen, Berlin und Bonn studierte Ilse 1843–1848 Theologie. In Bonn trat er 1845 dem Bonner Wingolf bei. Seine beiden Pfarrexamina legte er 1847 und 1849 in Koblenz ab.
Am 28. Dezember 1853 heiratete Ilse seine Frau Maria geb. Eilers (1828–1904), Tochter des Pädagogen Gerd Eilers (1788–1863). Aus der Ehe gingen die Kinder Catharina (* 1854), Gustav Leopold Gerhard (1857–1902), Marie (* um 1859), und Paul Eduard Moritz (* 1866) sowie drei weitere, früh verstorbene Söhne um 1855, 1856 und 1861 hervor.
Ilse wurde am 18. Dezember 1906 auf dem Friedhof St. Johann (Saarbrücken) neben seiner Frau und seinem Sohn Gerhard beigesetzt.

## Wirken als Seelsorger und Pädagoge
Am 6. Januar 1850 trat Ilse in Andernach als Hilfsprediger in den Kirchendienst, seine Ordination erfolgte am gleichen Ort zum 15. Mai 1850. 1852 übernahm er zusätzlich die Seelsorge in der örtlichen Anstalt für Geisteskranke. Am 4. November 1853 trat Ilse seine Pfarrstelle in der evangelischen Kirchengemeinde Sankt Johann bei Saarbrücken an. Er wurde zunächst zum 2. Pfarrer ernannt und am 15. Januar 1854 in dieses Amt eingeführt. Am 11. April 1860 folgte seine Ernennung zum 1. Pfarrer, Amtseinführung war am 24. Juni im gleichen Jahr. Ab dem 15. Mai 1864 übernahm Ilse den Religionsunterricht am Saarbrücker Gymnasium, es folgte die Ernennung zum Schulinspektor 1869. Seit 1878 lehrte Ilse ebenfalls an der Oberrealschule, dem heutigen Otto-Hahn-Gymnasium. Am 6. Juli 1898 zelebrierte Ilse vor seiner Gemeinde die Einweihung der neu errichteten Johanneskirche. Er resignierte im Jahr seines 50-jährigen Amtsjubiläums zum 1. Oktober 1904.

## Stiftungen
Im Jahre 1894 übernahm Ilse für seine Kirchengemeinde das bereits 1878 gegründete Paul-Marien-Stift von der Familie Haldy. Nach seiner Ernennung zum Ehrenbürger überführten Sankt Johanner Bürger diesen Teil des Gemeindevermögens in die Ilse-Stiftung, die schließlich zu wohltätigen Zwecken an die Kommune und damit an die spätere Stadt Saarbrücken (ab 1909) überging, welche die Einrichtung zügig zu einer Krankenanstalt ausbaute. Das Evangelische Krankenhaus beherbergt noch heute das Paul-Marien-Hospiz in Trägerschaft der Stiftung kreuznacher diakonie.

## Ehrungen
- Roter Adlerorden 4. Klasse (1885)

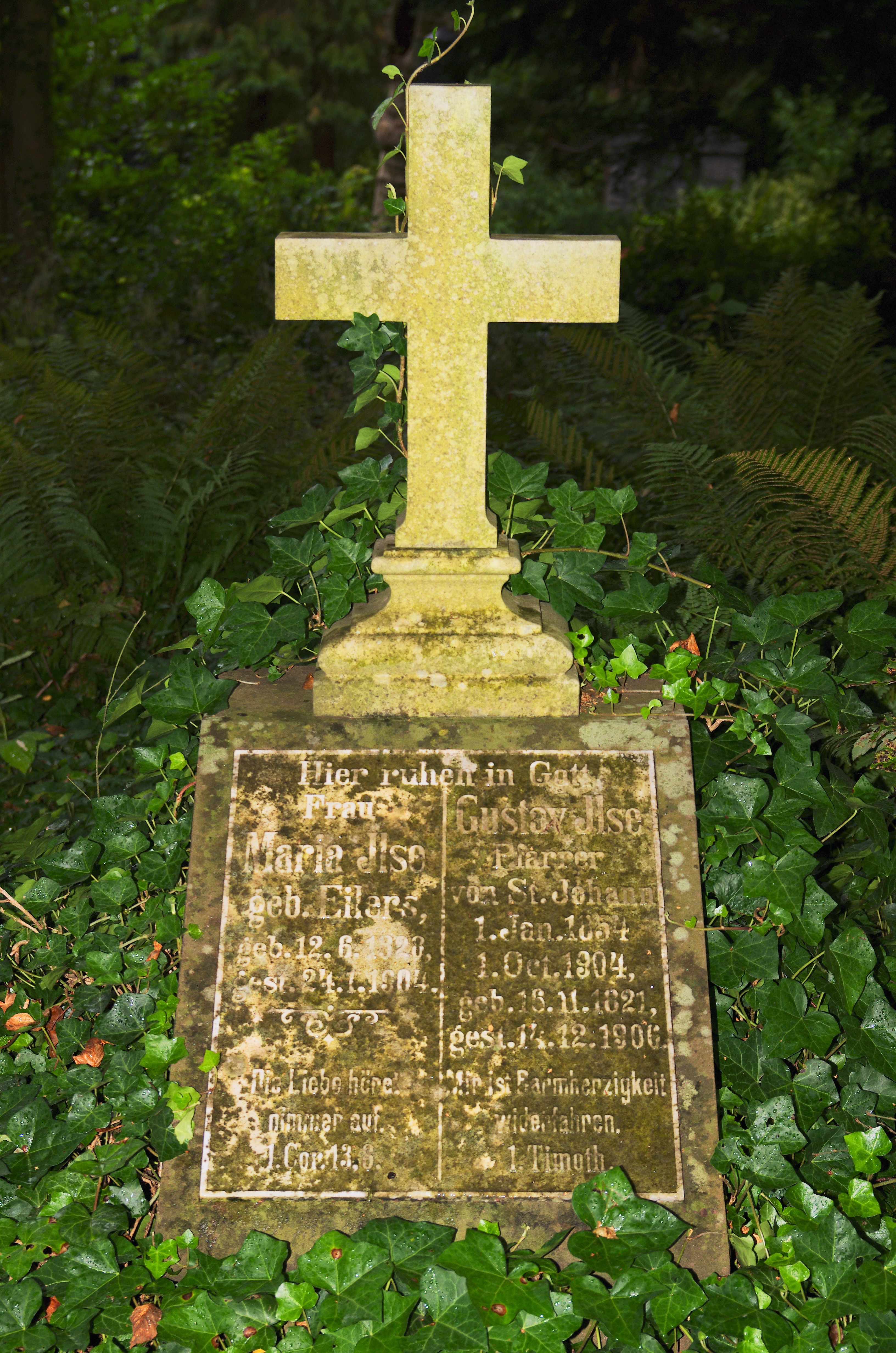
Familiengrabstätte Ilse auf dem Friedhof Sankt Johann

- Roter Adlerorden 3. Klasse mit Schleife (1901)
- Ernennung zum Ehrenbürger Sankt Johanns (7. Januar 1904)
- Emeritus (1. Oktober 1905)
- Umwidmung seiner Grabstätte auf dem Friedhof Sankt Johann zum Ehrengrab (1981)
- Nach ihm wurden die im Stadtteil Sankt Johann gelegene Ilsestraße sowie der Ilseplatz benannt